# Why (Lionel Richie)
Why è un singolo del cantautore statunitense Lionel Richie, pubblicato nel 2006 ed estratto dall'album Coming Home.

## Tracce
- CD Singolo

1. Why – 4:10 (Chuckii Booker, Sean Garrett, Lionel Richie)
2. Little Drummer Boy (Album Version) – 3:55 (Harry Simeone, Katherine Kennicott Davis, Henry Onorati)